# 根室地方裁判所
根室地方裁判所（ねむろちほうさいばんしょ）は、かつて北海道根室市に存在した日本の地方裁判所の一つである。前身は根室始審裁判所であり、後身は釧路地方裁判所根室支部である。

## 管轄
- 北海道
  - 根室国
  - 釧路国
  - 千島国
  - 北見国の一部（斜里郡、網走郡、常呂郡、紋別郡）
  - 十勝国（1900年～）

## 沿革
- 1882年（明治15年）、根室始審裁判所が設置される[1]。同時に根室治安裁判所、厚岸治安裁判所を設置。上級裁判所は根室重罪裁判所・函館控訴裁判所。
- 1890年（明治23年）、根室地方裁判所に改称[2]。同時に根室区裁判所、厚岸区裁判所に改称。釧路区裁判所を設置。上級裁判所は函館控訴院[3]。
- 1900年（明治33年）、紗那区裁判所、網走区裁判所[4]、帯広区裁判所を設置[5]。
- 1905年（明治38年）、釧路区裁判所に根室地方裁判所釧路支部を設置[6]。釧路区裁判所と帯広区裁判所を所管する。
- 1916年（大正05年）、根室地方裁判所を釧路郡釧路町（現・釧路市）に移転、釧路地方裁判所と改称[7]。釧路地方裁判所根室支部を設置[8]。